# Румынская коммунистическая партия
Румынская коммунистическая партия (РКП) (рум. Partidul Comunist Român) — политическая партия, которая являлась продолжательницей большевистского крыла Румынской социалистической партии. Изначально идеологией партии были подготовка коммунистической революции и отказ от националистического проекта Великая Румыния, при Чаушеску в ней нарастали националистические устремления.

## История
Румынская коммунистическая партия была основана 8 мая 1921 и в межвоенный период была небольшой нелегальной группировкой, находящейся под прямым контролем Коминтерна. В 1930-е годы большинство активистов находились в заключении или бежали в СССР.
Коммунистическая партия вышла на передний план румынской политике в августе 1944 года, когда коммунисты приняли участие в дворцовом перевороте и свержении пронацистского правительства Иона Антонеску. На выборах 1946 года Народный фронт получил 347 голосов. В него входила социал-демократическая партия (85), национал-либеральная партия (80), крестьянский фронт (70), компартия (67). С помощью советских сил коммунистическая партия отправила короля Михая I в изгнание и установила однопартийный режим в 1948 году (после объединения с социал-демократами в Румынскую рабочую партию, переименованную в 1965 году в Румынскую коммунистическую партию), продолжавшийся вплоть до Румынской революции 1989 года. На выборах 1948 года Румынская рабочая партия получила 190 мест, крестьянский фронт — 120 мест, национальная народная партия — 35. В 1953 году Румынская рабочая партия получила абсолютное большинство мест.
28 декабря 1989 года Фронт национального спасения запретил партию, выпустив соответствующий декрет и 12 января 1990 года он вступил в силу.
Преемницей «исторической» Румынской коммунистической партии считает себя Партия социалистической альтернативы (PAS), выделившаяся в 2003 из Социалистической партии труда. В 2010 году PAS была переименована в Румынскую коммунистическую партию, но по решению суда в 2013 году была вынуждена сменить название.

## Съезды Румынской коммунистической партии
Все съезды, кроме III—V, состоялись в Бухаресте.
- I съезд — 8—12 мая 1921;
- II съезд — 3—4 октября 1922;
- III съезд — сентябрь 1924;
- IV съезд — 29 июня — 2 июля 1928;
- V съезд — 3—24 декабря 1931;
- VI съезд — 21—23 февраля 1948;
- VII съезд — 23—28 декабря 1955;
- VIII съезд — 20—25 июня 1960;
- IX съезд — 19—24 июля 1965;
- X съезд — 6—12 августа 1969;
- XI съезд — 25—28 ноября 1974;
- XII съезд — 19—23 ноября 1979;
- XIII съезд — ноябрь 1984;
- XIV съезд — 20—24 ноября 1989.

## Национальные конференции РКП
- 16—19 октября 1945;
- 6—8 декабря 1967;
- 19—21 июля 1972;
- 17 декабря 1987.

## Персональный состав Политисполкома ЦК РКП, избранного на последнем XIV съезде РКП
Эмиль Бобу, Михай Гере, Сузана Гыдя, Николае Джосан, Ион Динкэ, Миу Добреску, Константин Дэскэлеску, Ион Коман, Сильвиу Куртичану, Николае Константин, Маня Мэнеску, Паул Никулэску, Константин Олтяну, Георге Опря, Георге Панэ, Думитру Попеску, Ион Раду, Георге Рэдулеску, Илие Матей, Василе Миля, Ана Мурешан, Корнел Пакосте, Тудор Постелнику, Иосиф Сас, Ион Стоян, Иоан Тома, Иоан Тоту, Андрей Штефан, Елена Чаушеску, Лина Чобану, Людовик Фазекаш, Ион Урсу.
Последнее заседание Политисполкома ЦК Румынской коммунистической партии состоялось 17 декабря 1989 года.